# 中国水资源

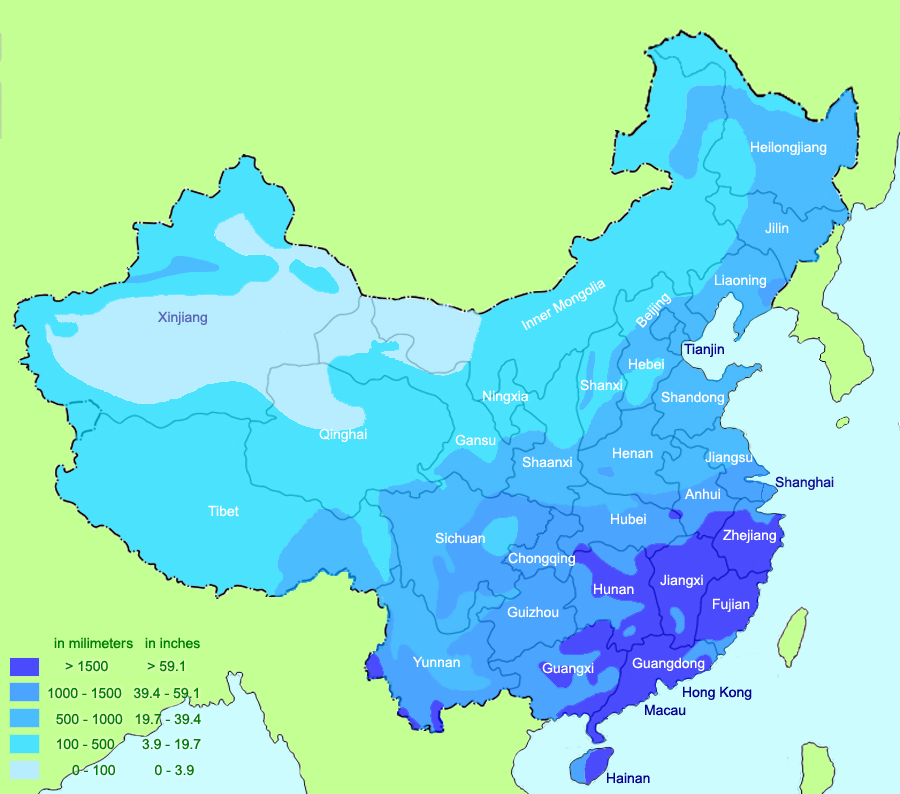
中国每年的平均降水。

水资源总量为降水形成的地表和地下产水量，即地表产水量与降水入渗补给地下水量之和。由两部分组成：第一部分为河川径流量，即地表水资源量；第二部分为降水入渗补给的地下水量，即地下水资源量中与地表水资源不重复的水量。
中国水资源总量约为2.81万亿立方米，地表水资源量为2.71万亿立方米，折合年径流深284mm；地下水资源量0.8288万亿立方米，不重复计算地下水资源量0.1009万亿立方米。
水资源总量分三部分：技术手段和经济因素等原因难以利用的；维持生态系统和地下水位等可持续发展因素预留的；可供人类经济社会发展利用的水资源可利用量，即在维持适宜的生态环境基础上，通过经济合理、技术可行的工程措施在当地一次性河道取水和地下抽水量，为8000亿立方米，约占水资源总量的30%。